# Le Pain quotidien
Pour les articles homonymes, voir Le Pain quotidien (homonymie).
Le Pain Quotidien est une chaîne de boulangeries et d'espaces de restauration fondée en 1990 à Bruxelles par Alain Coumont. 

## Histoire

### L'origine du nom
Un jour, le père d’Alain Coumont s’est exclamé : « Moi, ce n’est pas mon pain quotidien ». Le fondateur a nommé son entreprise « Le Pain Quotidien ».

### Le début
Alain Coumont, un Hutois, fils et petit-fils d’épiciers, ouvre un restaurant nommé « le Café du Dôme » en 1987 à Bruxelles. Le jeudi 26 octobre 1990, Alain Coumont ouvre le premier Pain Quotidien. 26 journalistes sont invités pour l’inauguration. La carte propose alors deux sortes de pain et trois gâteaux fabriqués. Une semaine après l’ouverture, un article est paru dans le journal Le Soir avec comme titre : « Donnez-nous notre pain quotidien ». À la suite de cet article, la clientèle a augmenté et d’autres restaurants ont acheté du pain à la boulangerie.

### La franchise
Début novembre 1990, le premier contrat de franchise est signé avec Evelyne Gérard, qui avait lu l’article du journal Le Soir. Le contrat est une copie du contrat du magasin franchisé Phildar du réseau de laines. Après 18 mois, l’enseigne possède 6 magasins franchisés. Le manque d’organisation amène des problèmes de trésorerie. Après 2 ans, la dette s’éleve à 21 000 euros vis-à-vis de l’ONSS.

### Une collaboration
En 1994, à la suite de l'endettement important, Alain Coumont vend 60 % de l’entreprise à Van de Kerkhove. Par la suite, la production des pâtisseries lui fut transférée.
Après 14 mois, Van de Kerkhove leva l’option d’achat qui lui avait été accordée lors de la négociation sur les 40 % restants d’Alain Coumont. Comme le fondateur de l’enseigne ne possédait plus qu’une licence gratuite de 25 ans pour les États-Unis, la France et le Japon, il fonde une société, PQ Licensing SA, pour développer cette licence.

### Les États-Unis
En 1995, lorsque ses dernières parts sont vendues, Alain Coumont est en contact avec deux investisseurs américains. Un contrat de master franchise est signé avec eux. Alain Coumont part alors s’installer aux États-Unis pour aider à y aménager le premier magasin. Un partenaire belge investit 300 000 dollars pour combler le manque de la caisse. Le 12 janvier 1997, le premier Pain Quotidien américain ouvre ses portes. Après 4 jours, un article d’une demi-page paraît dans le New York Times. Après 6 mois, le commerce est devenu rentable avec un bénéfice de 25 000 euros par mois. Dans l’année, deux nouveaux partenaires s’ajoutent. Un deuxième et un troisième magasins s’ouvrent également.

### Le rachat
En 2003, Van de Kerkhove subit des difficultés financières. Le groupe qui s’est développé aux États-Unis rachète l’entreprise belge. L’enseigne est alors sous la tutelle de PQ Licensing. En 2007, Van de Kerhove possède encore 5 magasins en propre et 17 sous-franchisés.
En mai 2003, l’ancien patron de Quick est engagé. Il met en place une structure du type McDonald's au niveau du contrôle de la qualité. De même, il revoit l’organisation avec les partenaires franchisés. Ainsi, des licences à l’étranger sont vendues pour amortir les investissements.
En 2006, le Pain Quotidien est le premier consommateur et transformateur au niveau mondial de farine bio vendue dans le réseau propre. 75 % des produits vendus dans les magasins sont bio.
Le 6 novembre 2013, Comeos, la fédération du commerce et des services, décerne le prix Mercure au Pain Quotidien.
En mars 2014,  Howard Schultz, le CEO de la chaîne de cafés américaine Starbucks, propose de racheter Le Pain Quotidien. Cependant, Vincent Herbert rejette l'offre, préférant conserver l'indépendance de la société.

## Composition et actionnaires
PQ Licensing SA est la société qui chapeaute l’enseigne. Elle est composée de 8 actionnaires belges, qui sont : Alain Coumont (le fondateur de l’enseigne), Vincent Herbert (CEO depuis 2003 et qui est à l’origine de l’expansion du groupe), Jean-Marie Laurent Josi (CEO de Copeba et président du conseil d’administration de PQ Licensing SA), Raymond Vaxelaire (ex-GIB et représente Kamiclar), Bart Van Vooren et Toni Vandewalle (les fondateurs de D’Light, distributeurs des marques Quiksilver et O’Neill), Emiel Lathouwers (ex-AS Adventure et représente Service Development Management) et Bruno Caron. Ce dernier a racheté les parts du fonds américain Prentice Capital qui possédait 9 % du capital en septembre 2013. Il a recapitalisé cette part pour être au même niveau que les autres actionnaires qui possèdent chacun entre 12 % et 15 % du capital. Bruno Caron devrait permettre à l'enseigne de se développer davantage en France. L’entreprise emploie 6 000 personnes. Son siège social se situe à Bruxelles et le siège opérationnel à New York.

## Bilan
Au 31 décembre 2012, les fonds propres s'élevaient à la somme totale de 50 716 321 euros dont 49 973 132 euros pour le capital, 523 023 euros pour les bénéfices reportés et 220 166 euros pour les bénéfices mis en réserve. Le chiffre d'affaires s'élevait à la même date à 9 994 349 euros et le bénéfice d’exploitation s'élevait à 4 897 859 euros. Entre 2008 et 2012, les ventes ont augmenté et la marge bénéficiaire s’est améliorée.
L'entrée en bourse ne se situe pas dans ses desirata. En effet, l'entreprise est entre les mains d'actionnaires privés belges.
En 2023, Le Pain Quotidien US emploie environ 1,325 personnes avec un chiffre d'affaires de 66.7 MUSD. Le groupe Le Pain Quotidien a un chiffre d'affaires d'environ 270 MEUR en 2024.

## Localisations

### À l'international
Au total en 2024, la chaîne dispose de plus de 260 restaurants dans plus de 20 pays différents. Une expansion en Inde est prévue pour 2025 avec 100 restaurants.

### En France
Le Pain Quotidien possède 9 boutiques à Paris et 2 autres magasins dans des villes en France (Lille et Aix en Provence).